# تواردوو
تواردوو (به لهستانی:  Twardów) یک روستا در لهستان است که در گمینا کوتلین واقع شده‌است.